# ضريح سيفاقس
ضريح سيفاقس من أهم المعالم التاريخية بشمال إفريقيا والذي بناه الملك سيفاقس ويتواجد الضريح بولهاصة ولاية عين تموشنت

## الموقع
يتواجد الضريح بسيقا التابعة لبلدية ولهاصة بعين تموشنت على الضفة اليمنى لواد تافنة.وعلى بعد 4 كلم من مصب الواد و35 عن تموشنت حوالي 13 كلم غرب مدينة بني صاف يعلو احد قمم جبال سقونة على ارتفاع 221 م فوق سطح البحر.

## تاريخ
الضريح الذي بناه سيفاكس لم يتحقق له أمل أن يدفن فيه لأنه بعد أسره دفن في روما، ويمكن الوصول إليه من طريق بني صاف في اتجاه تلمسان.و يعرف الضريح اليوم باسم تاكمبريت أو كركار العرايس و قد بني على أحسن موقع في منطقة ولهاصة، ومنه نستطيع رؤية قرية سيقا و مصب وادي تافنة وجزيرة رشقون.

### اكتشافه
لقد اكتشف الباحث و المؤرخ الفرنسي جي فايومون الضريح الملكي و الذي بني خلال القرن الثاني قبل الميلاد في سنوات الستينات.

## الوصف
الضريح مكون من جزأين:
1. الجزء خارجي سداسي الأضلاع محيطه 45 مترا ،مكون من مدرجات دائرية الشكل متوازية إرتفاعها 4 أمتار، مشكل من كتل صخرية ضخمة، وقد كان فوق وسط هذا الضريح برج إرتفاعه 14 مترا لكنه تعرض للتخريب
2. الجزء الداخلي الموجود تحت الأرض هو عبارة عن أروقة مكونة من 10 غرف متشابهة في أبعادها طولها 2.60 متر وعرضها 2 مترا ،مما يشهد على أن المدفن بني ليكون ضريحا جماعيا للملوك والقادة المساسيليين الذين حكموا خلال السنوات الأخيرة من القرن الثالث قبل الميلاد، وقد بناه الملك سيفاكس ليكون أول من يدفن فيه ويليه الملوك التابعون له، و قام الملك “فيرمينا ” ابن الملك سيفاكس، بمتابعة بناء الضريح إلى أن انتهت أشغال البناء، لكن خصوم الملك سيفاكس قد دمروا وخربوا هذا الضريح.

## وصلات خارجية
- ضريح عائلة الملك صيفاقس
- مديرية السياحة ولاية عين تموشنت